# Nationalisme chrétien

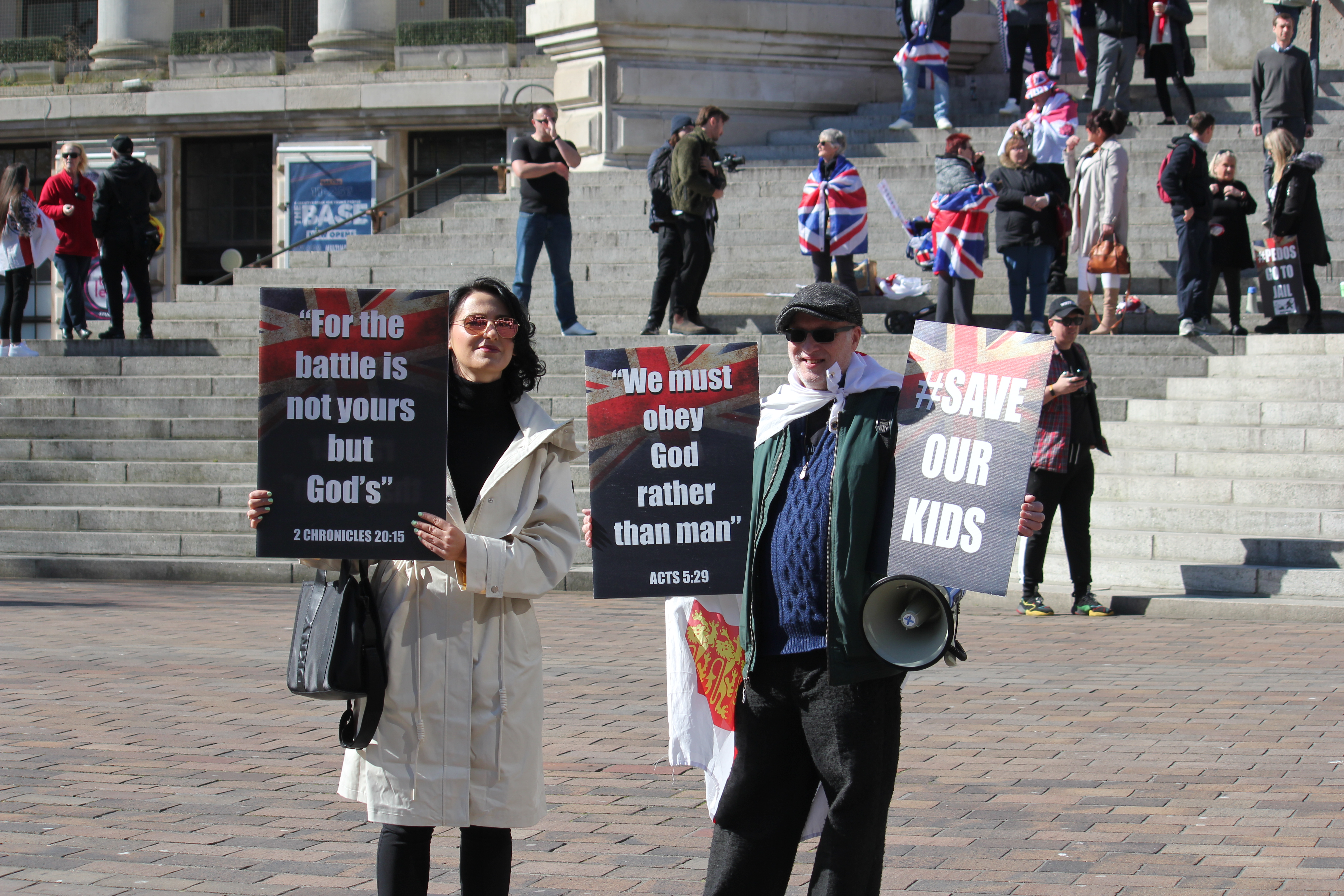
Manifestation de nationalistes chrétiens à Portsmouth en 2025

Le nationalisme chrétien est un nationalisme religieux affilié au christianisme. Les nationalistes chrétiens se concentrent principalement sur la politique intérieure, comme l'adoption de lois qui reflètent leur vision du christianisme et de son rôle dans la vie politique et sociale. Ils promeuvent activement les discours religieux et nationalistes dans divers domaines de la vie sociale, de la politique à l'histoire en passant par la culture et la science. En Europe et aux États-Unis, le nationalisme chrétien se rapproche des conservateurs mais aussi de l'extrême droite.
Les mouvements nationalistes chrétiens ont souvent des structures de direction complexes, selon la nature de leurs relations avec les institutions ecclésiastiques locales. Certains mouvements sont orientés par les laïcs, avec une participation symbolique des employés et un soutien indirect des structures de l’Église locale, tandis que d’autres sont dirigés ou fortement influencés par le clergé local. L'implication du clergé dans divers mouvements nationalistes chrétiens depuis le XIXe siècle a conduit au développement de formes particulières du nationalisme chrétien, connues sous le nom de nationalisme clérical. Certaines formes radicalisées de nationalisme clérical ont même conduit à la montée du fascisme clérical dans divers pays européens, en particulier pendant l'entre-deux-guerres de la première moitié du XXe siècle.

## Idéologie
Le nationalisme chrétien défend que l'identité d'une nation historiquement chrétienne doit rester chrétienne. Les nationalistes chrétiens défendent le fait qu'il faut une place privilégiée au christianisme dans la société et, dans certains cas, le retour du cléricalisme et la délaïcisation de la société.
Les nationalistes chrétiens promeuvent les discours chrétiens dans diverses sphères de la vie publique, de la politique et de l'histoire à la culture et à la science. Donc, côté législation, ils sont favorables aux lois bleues du dimanche[à définir].
Dans les pays dotés d'une Église d'État, les nationalistes chrétiens cherchent à préserver le statut d'État chrétien en adoptant une position anti-establishment pour perpétuer l'Église dans la politique nationale.

## Par pays

### Canada
La pandémie de COVID-19 a vu une augmentation de l’activité nationaliste chrétienne, de nombreux groupes utilisant des sentiments anti-confinement pour étendre leur portée à davantage de personnes. Le groupe Liberty Coalition Canada a recueilli le soutien de nombreux politiciens élus à travers le Canada. Dans leurs documents fondateurs, ils soutiennent que « c'est seulement dans les nations christianisées que la liberté religieuse a jamais fleuri ». Leurs rassemblements ont attiré le soutien d'Alex Jones et de Canada First, un spin-off du groupe America First de Nick Fuentes. De nombreux dirigeants de Liberty Coalition Canada sont des pasteurs qui ont accumulé des millions d'amendes potentielles pour avoir violé les protocoles COVID et expriment dans de nombreux cas des opinions ultra-conservatrices.
Le nationalisme clérical au Québec était une idéologie associée à la tendance de droite au Québec depuis les années qui ont suivi la Première Guerre mondiale jusqu'à la veille de la Révolution tranquille en 1960. Le nationalisme clérical était une forme religieuse du nationalisme canadien-français qui mettait l'accent sur le rôle des l'église catholique. Il convient de noter que jusqu'à la veille de la Révolution tranquille de 1960, les domaines de la santé et de l'éducation étaient aux mains de l'Église catholique romaine.

### Écosse
En Écosse au Royaume-Uni, le Scottish Family Party a été décrit comme nationaliste chrétien. Le parti a été formé comme un mouvement de refoulement, basé sur le rejet des sujets LGBT+ enseignés dans les écoles, le parti politique affirmant qu'il s'agit d'un sujet et d'une idéologie trop sexualisés. Ils estiment qu'il s'agit d'une attaque contre les valeurs familiales chrétiennes traditionnelles, promue par le Parti national écossais.

### Liban
Le Front Libanais était une coalition de partis à majorité chrétienne pendant la guerre civile libanaise, qui va toutefois se fissurer entre les partisans d'une coopération avec la Syrie et ceux qui voulaient s'allier avec Israël, ce qui va mener à des massacres inter-chrétiens comme le Massacre d'Ehden où les Phalanges libanaises pro-israéliennes ont massacré la Brigade Marada pro-syrienne. En 1980, le nationalisme chrétien adopté par de nombreux membres de la communauté maronite est abandonné. Les insurgés Maronites cherchaient à créer un mini-État chrétien.
Il ne faut pas confondre les nationalistes chrétiens libanais avec les chrétiens libanais du Parti social nationaliste syrien, qui est un mouvement certes fréquenté par de nombreux chrétiens libanais, mais qui est laïc.

### Russie
Le président russe Vladimir Poutine a été décrit comme un leader mondial des mouvements nationalistes chrétiens et de droite chrétienne. En tant que président, Poutine a accru le pouvoir de l'Église orthodoxe russe et a proclamé sa foi inébranlable dans l'orthodoxie orientale, tout en maintenant des contacts étroits avec le patriarche de Moscou et de toutes les Russies Alexis II, puis Cyrille, le successeur de celui-ci.
Le Mouvement impérial russe est un important groupe nationaliste chrétien orthodoxe fondamentaliste qui forme des militants dans toute l'Europe et a recruté des milliers de combattants pour son groupe paramilitaire, la Légion impériale russe, qui participe à la guerre en Ukraine.

### En rapport avec le christianisme
- Démocratie chrétienne
- Fondamentalisme chrétien
- Panchristianisme
- Théodémocratie
- Dominionisme
- Reconstructionnisme chrétien
- Droite chrétienne
- Gauche chrétienne
- Socialisme chrétien

### Nationalisme et autres religions

#### Hindouisme
- Hindutva
- Nationalisme hindou

#### Islam
- Islamo-nationalisme
- Nationalisme irano-islamique
- Synthèse kurde-islamique
- Synthèse turco-islamique
- Shariatisme
- Mouvement sadriste

#### Judaïsme
- Kahanisme
- Néo-sionisme
- Sionisme religieux